# A válságstáb
A válságstáb (eredeti cím: Our brand is crisis) 2015-ben bemutatott amerikai filmdráma. Rendező David Gordon Green.  A forgatókönyvet Peter Straughan írta. Főszereplők: Sandra Bullock, Billy Bob Thornton és Anthony Mackie.

## Cselekmény
2002-ben Pedro Castillo bolíviai politikus felbérel egy amerikai politikai tanácsadó céget, hogy segítsen neki megnyerni az elnökválasztást. A cég Jane Bodine-t (Sandra Bullock) bízza meg Castillo kezdődő kampányának irányításával. Az ellenzék legfőbb politikai tanácsadója az ő nemezise, az amerikai Pat Candy (Billy Bob Thornton). Bolíviában a helyzet feszült: Bodine megtudja, hogy az országban többségben lévő, de valódi politikai hatalommal nem rendelkező őslakosok alkotmányreformért tiltakoznak, hogy megfelelő képviseletet kapjanak.
Az amerikai tanácsadókat, akik nem ismerik Bolívia nyelvét és kultúráját, Bodine, az amerikai politika kiégett veteránja rábeszéli, hogy a rágalomhadjárat stratégiáját követve pótolják jelöltjük hiányosságait. Castillo azonban nem hajlandó engedélyt adni a csapatnak erre. Csak miután Bodine megszervezi egy szórólap terjesztését, amelyen Castillót egy régmúltbeli viszonnyal vádolják (és ezt az ellenzékre kenik), sikerül rávennie, hogy beleegyezzen ellenfelei hasonló módszerekkel történő befeketítésébe.
A következő hónapokban a csapat a „válsághelyzet kihirdetésének” stratégiáját gyakorolja. Azt tervezik, hogy megijesztik az embereket, azzal a céllal, hogy rávegyék őket arra, hogy inkább a szimpatikus, de ismert Castillóra szavazzanak, mint a fiatalabb ellenzéki jelöltekre. Még ahhoz is folyamodnak, hogy fényképeket tesznek közzé az ellenségükről, a háttérben a náci háborús bűnös Klaus Barbie-val, hogy le kelljen tagadnia, hogy náci lenne. 
Castillo buszát tüntetők egy csoportja állítja meg, akik nem akarják, hogy a Nemzetközi Valutaalap Bolíviában legyen. Castillo megígéri nekik, hogy népszavazás nélkül nem hívja meg az IMF-et. Eduardót, Castillo kampányának fiatal önkéntesét mélyen lenyűgözi ez az elkötelezettségi megnyilvánulás. Hűsége leginkább abból fakad, hogy Castillo, aki akkoriban elnök volt, egy városi nagygyűlésen karon fogta a fiatal Eduardót. Mindazonáltal testvérei sokkal szkeptikusabbak Castillóval kapcsolatban.
A végső vita során Bodine egy Candyvel folytatott beszélgetés során mond egy idézetet (tudván, hogy Candy a rivális jelölt Riverának adja majd a beszédéhez), hozzátéve, hogy „egy nagy ember” mondta. Az idézet valójában Joseph Goebbelstől, Adolf Hitler propagandaminiszterétől származik. 
Castillo kis különbséggel megnyeri a szavazást. Első intézkedései között szerepel, hogy meghívja az IMF-et Bolíviába, megszegve ezzel ígéretét. A mélységesen csalódott Eduardo meglátogatja Bodine-t a szállodájában; Bodine azt válaszolja, hogy nem felelős Castillo tetteiért. Az ő szemében az ő munkája befejeződött.
A kiábrándult Eduardo csatlakozik testvéreihez a változást követelő emberek tüntetésén. A rendőrség megérkezik, és a tüntetés hamarosan lázadásba torkollik. Bodine és csapata csatlakozik Candyhez a repülőtérre vezető úton. Bodine kivételével már mindannyian politikai tanácsadóként  újabb munkákat vállaltak más országokban. Amikor Bodine rájön, hogy egy hazug embert juttatott az elnöki székbe, megállíttatja az autót, és elmegy Eduardóhoz.

## Szereplők
| Szereplő    | Színész               | Magyar hang        |
| ----------- | --------------------- | ------------------ |
| Jane Bodine | Sandra Bullock        | Für Anikó          |
| Pat Candy   | Billy Bob Thornton    | Jakab Csaba        |
| Ben         | Anthony Mackie        | Papp Dániel        |
| Castillo    | Joaquim de Almeida    | Vass Gábor         |
| Nell        | Ann Dowd              | Menszátor Magdolna |
| Buckley     | Scoot McNairy         | Rajkai Zoltán      |
| LeBlanc     | Zoe Kazan             | Nemes Takách Kata  |
| Hugo        | Dominic Flores        | Turi Bálint        |
| Eddie       | Reynaldo Pacheco      | Czető Roland       |
| Rivera      | Louis Arcella         | Gacsal Ádám        |
| Pepe        | Octavio Gómez Berríos | Berkes Bence       |
| Abraham     | Luis Chávez           | Tokaji Csaba       |
| Claudia     | Azucena Diaz          |                    |
| Velasco     | Damian Delgado        |                    |

## Fordítás
- Ez a szócikk részben vagy egészben  az   Our Brand Is Crisis (2015 film) című angol Wikipédia-szócikk fordításán alapul.  Az eredeti cikk szerkesztőit annak laptörténete sorolja fel. Ez a jelzés csupán a megfogalmazás eredetét és a szerzői jogokat jelzi, nem szolgál a cikkben szereplő információk forrásmegjelöléseként.